# Næstved (općina)
Næstved je općina u danskoj regiji Zeland.

## Zemljopis
Općina se nalazi u južnom dijelu otoka Zelanda, prositire se na 681 km2.

## Stanovništvo
Prema podacima o broju stanovnika iz 2010. godine općina je imala 81.112 stanovnika, dok je prosječna gustoća naseljenosti 119,11 stan/km2. Središte općine je grad Næstved.

### Veća naselja
| Veća naselja u općini |                |                    |
| Br.                   | Naselje        | Stanovnika (2010.) |
| 1                     | Næstved        | 41.729             |
| 2                     | Fensmark       | 4.837              |
| 3                     | Fuglebjerg     | 2.129              |
| 4                     | Glumsø         | 2.076              |
| 5                     | Mogenstrup     | 1.826              |
| 6                     | Karrebæksminde | 1.697              |
| 7                     | Tappernøje     | 1.557              |
| 8                     | Herlufmagle    | 1.315              |
| 9                     | Gelsted        | 1.309              |
| 10                    | Holme-Olstrup  | 1.198              |

## Vanjske poveznice
- Službena stranica općine